# کانترکت ایر کارگو
کانترکت ایر کارگو (به انگلیسی: Contract Air Cargo) یک شرکت هواپیمایی با کد یاتا IF است که در ۱۹۸۳ میلادی تأسیس شده‌است. قطب کانترکت ایر کارگو در فرودگاه بین‌المللی شهرستان اووکلند قرار دارد.